# Itaú Cultural
L'istituto Itaú Cultural è una istituzione privata brasiliana che si occupa di conservare, divulgare e incentivare la produzione artistica e culturale in Brasile.

## Missione
Fondato nel 1987 e aperto al pubblico dal 1989, l'istituto ha sede a San Paolo e anche grazie alle numerose iniziative promosse è stato visitato da oltre 5 milioni di persone.
Il programma di divulgazione si realizza attraverso varie forme, fisiche e tecnologiche. Tra le più importanti vi è l'Enciclopédia Itaú Cultural de Arte e Cultura Brasileiras, una enciclopedia multimediale in continuo aggiornamento che si propone di raccogliere le maggiori personalità e manifestazioni culturali brasiliane, la cui compilazione è iniziata già nel 1987 e che è fruibile su internet in forma libera e gratuita dal 2001. L'enciclopedia ha annualmente oltre 10 milioni di accessi alle sue pagine.
L'istituto si occupa inoltre di digitalizzare le opere dei maggiori artisti brasiliani, di incentivare studi critici, di finanziare mostre fuori e dentro il Brasile. Tra le iniziative maggiori, Itaú Cultural ha organizzato inoltre sei edizioni di una biennale internazionale d'arte e tecnologia, Emoção Art.ficial.